# هایمبورگ
هایمبورگ (به آلمانی: Heimburg) یک منطقهٔ مسکونی در آلمان است که در بلنکنبورگ واقع شده‌است. هایمبورگ ۹۲۹ نفر جمعیت دارد.